# 康拉德·马尔特·布戎

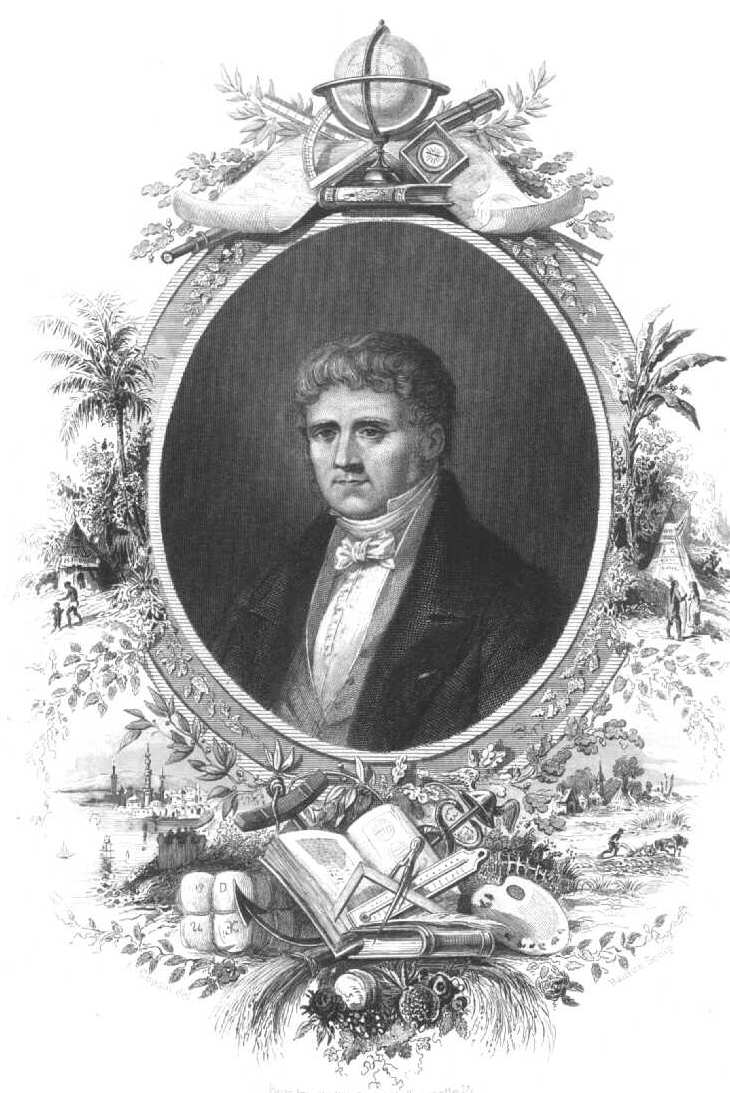
康拉德·马尔特·布戎

康拉德·马尔特·布戎（Conrad Malte-Brun，1775年8月12日—1826年12月14日）是一位法国丹麦裔地理学家。原名马尔特·康拉德·布戎（Malthe Conrad Bruun）。在哥本哈根大学读书时因支持法国大革命，倡导新闻自由而被驱逐出丹麦。来到法国巴黎后改变了自己名字的顺序。他在自己的普通地理学的著作中提出了纯粹的描述是研究自然地理学唯一有用的方法，否认了人类特征受到气候制约的观点，还讨论了陆半球的概念。马尔特·布戎也是第一个支持在澳大利亚饲养骆驼的人。